# The Tonight Show with Jay Leno
The Tonight Show with Jay Leno foi um talk show estadunidense liderado por Jay Leno desde 1992 na rede NBC. Em 2009, deixou de ser exibido, quando seu apresentador ganhou seu próprio programa, o The Jay Leno Show. Conan O'Brien assumiu a apresentação e a atração se tornou o The Tonight Show with Conan O'Brien. Todavia, Leno retornou ao The Tonight Show no mesmo ano. Entre os êxitos do programa está o fato de, em 1999, tornar-se o primeiro da categoria a ser exibido em alta definição.
Em 8 de novembro de 2010, o programa passou a ser a ser exibido no Brasil pela Record News a meia-noite (Horário de Brasília). Na ocasião, a atração registrou uma média de zero pontos e picos de 0,2 ponto, de acordo com dados prévios do Instituto Brasileiro de Opinião Pública e Estatística (IBOPE). A Record News, até fevereiro de 2012, transmitia o programa com uma semana de atraso em relação a original estadunidense. O programa também foi exibido pela rede portuguesa SIC Radical até o registro feito no começo de 2012.